# Дніпробуд

Ярослав Гримайло, Володимир Кузьмич. Дніпробуд: піонерам Дніпробуду присвячуємо. 1932.

Дніпробуд — проєктна (з 1921 року), а потім і будівельна організація (з 1927), яка спеціалізувалась на будівництві гідроелектростанцій і промисловому будівництві.

## Історія
Підприємство було створено для будівництва Дніпровського каскаду ГЕС на Дніпрі, першою з яких був ДніпроГЕС.
Проєктна організація «Дніпробуд» була створена у січні 1921 року в Москві на чолі з професором Іваном Александровим. Вона здійснювала дослідницькі роботи на місці майбутнього ДніпроГЕСу. В постанові Ради праці й оборони від 1 червня 1921 року передбачалися проєктування (згідно з планом ДЕЕЛРО) державної Дніпровської ГЕС і початок спорудження допоміжної теплової станції на 10 тисяч кВт поблизу міста Олександрівськ. 1 серпня 1921 року Рада прийняла постанову про звільнення земель, що підлягали затопленню при спорудженні ГЕС на Дніпрі.

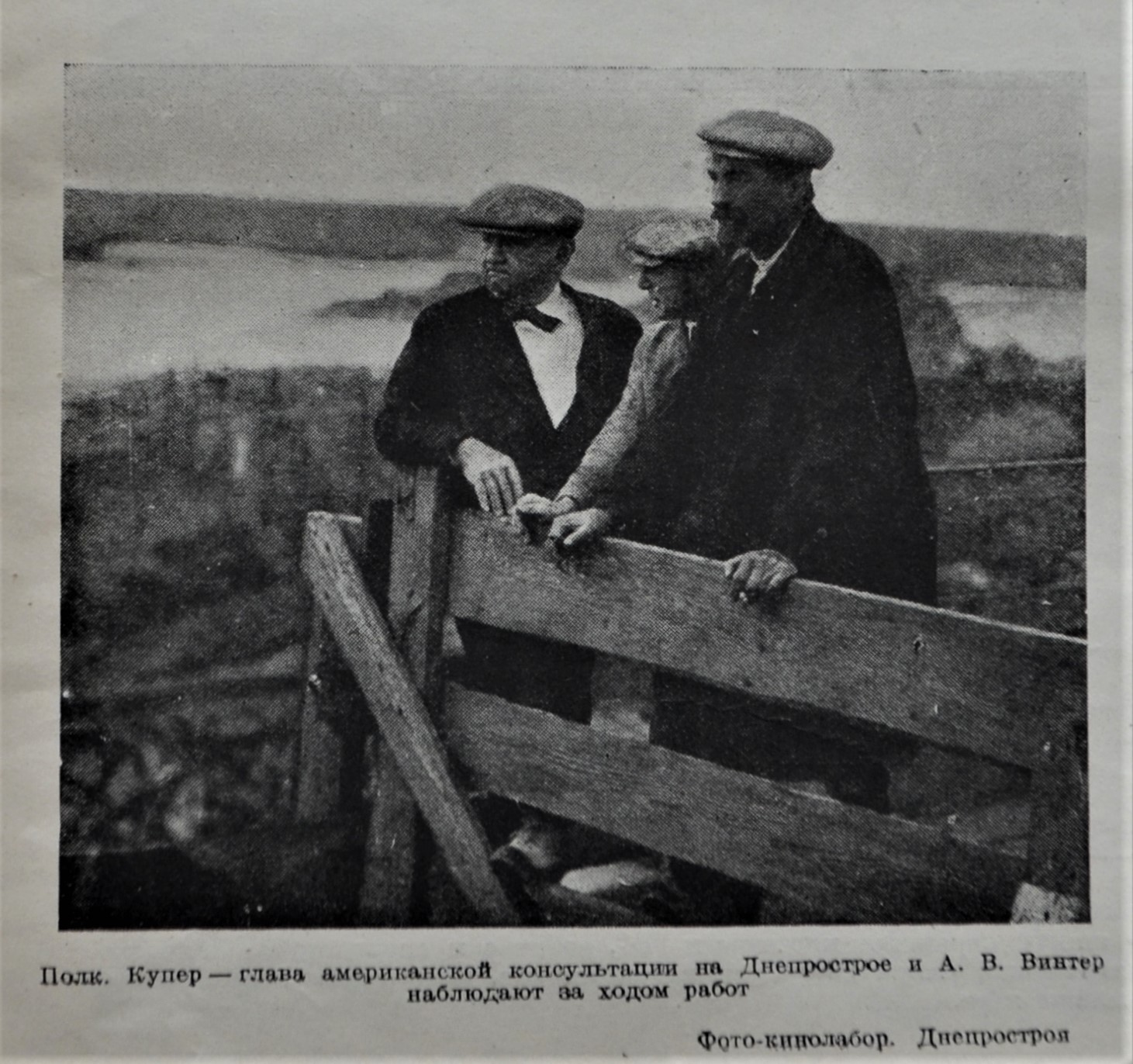
Олександр Вінтер і Г'ю Купер на будівництві Дніпрогесу

7 лютого 1927 року створено будівельну організацію «Дніпробуд» в Україні для спорудження Дніпровської ГЕС та будівництва підприємств на лівому березі Дніпра й нової частини міста Запоріжжя. До його складу були долучені: голова –  заступник голови Державної планової комісії при РНК СРСР Еммануїл Квірінг, перший заступник  – професор Іван Александров, другий заступник – Борис Вікторов, члени правління – Олександр Вінтер та Микола Богданов. Головою технічної ради при правлінні був призначений все той же Іван Александров – автор проєкту Дніпробуду. Безпосереднє ж керівництво роботами на Дніпробуді  покладено на управління головного інженера Дніпровського будівництва. Його склад був теж визначений постановою від 7 лютого 1927 року: головний інженер – Олександр Вінтер, його перший заступник – Борис Веденеєв, другий заступник – Павло Роттерт. 1927—1932 років «Дніпробуд» очолював Олександр Вінтер. 
У листопаді 1927 року відбулося закладання ДніпроГЕСу. У будівництві брали участь американські спеціалісти на чолі з Г'ю Купером. Усі будівельні механізми й перше устаткування для гідроспоруд були імпортовані з США. ДніпроГЕС було відкрито 1 травня 1932 року. Гідровузол Дніпровської ГЕС дав можливість затопити дніпрові пороги й створити умови для судноплавства Дніпром від його верхів'я до Чорного моря. Перші судна пройшли через дніпровський шлюз у травні 1933 року.
У 1944—1950 роках «Дніпробуд» відбудував ДніпроГЕС, зруйнований на початку німецько-радянської війни згідно з Директивою РНК СРСР та ЦК ВКП(б) від 29 червня 1941 року. 1950 року його потужність досягла 650 тисяч кВт.
1946 року колектив «Дніпробуду» відновив зруйновані та спорудив низку нових енергетичних станцій, промислових підприємств у Миколаєві й Закарпатській Україні. У 1950—1956   роках збудував Каховську ГЕС на Дніпрі, місто Нова Каховка і в ньому — кілька підприємств. У 1956—1965 роках споруджував Дніпродзержинську ГЕС на Дніпрі, з 1957 року — канал Дніпро — Кривий Ріг, у 1960—1965 роках — Київську ГЕС. «Дніпробуд» входив до складу Головгідроенергобуду Міністерства енергетики й електрифікації СРСР. З 1963 року базується в місті Канів, з 1998 року має назву ПРАТ «КАНІВ-ДНІПРОБУД».